# Testimonia Linguae Etruscae

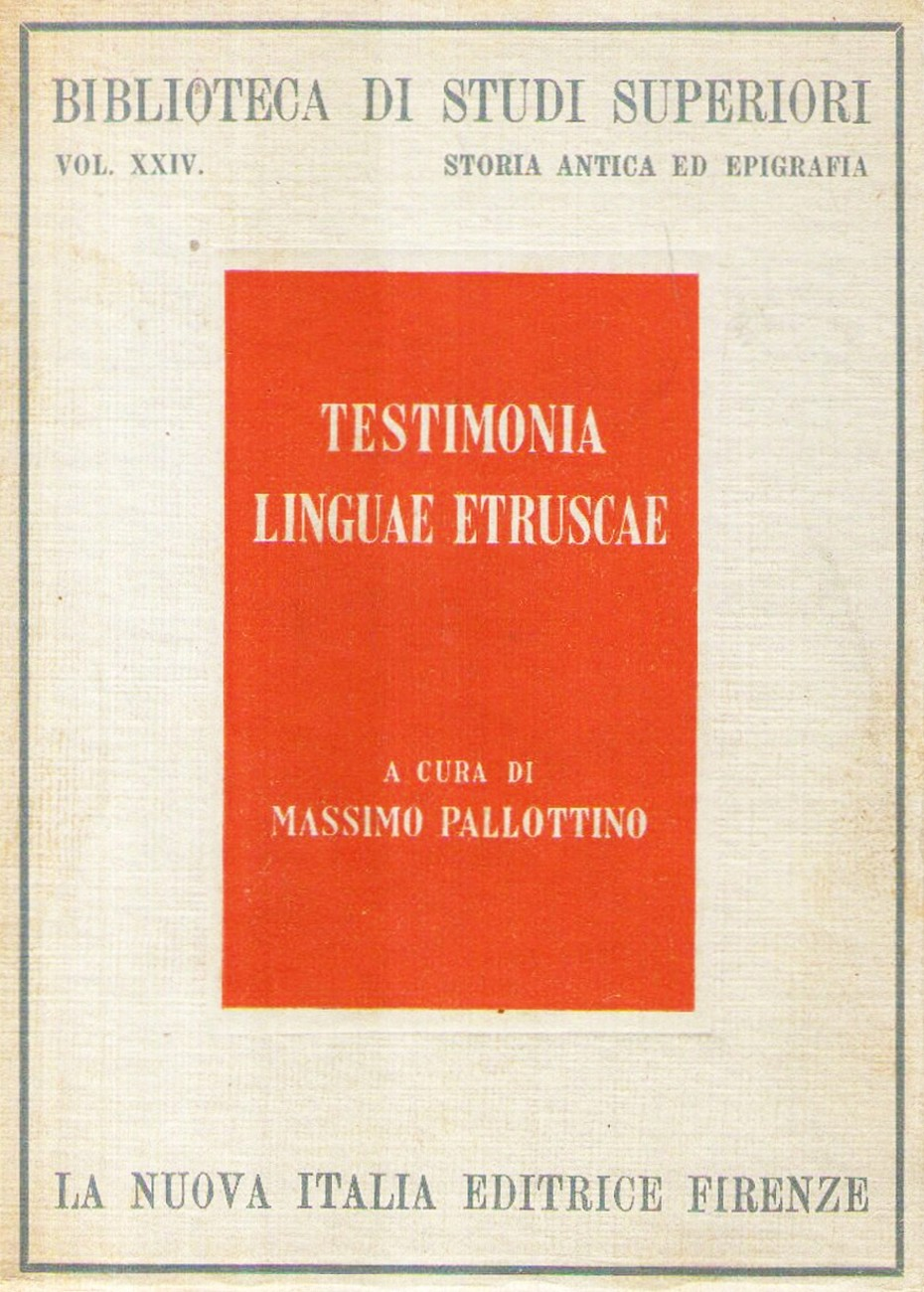
Erstausgabe der Testimonia Linguae Etruscae von 1954

Die Testimonia Linguae Etruscae (TLE) sind eine Sammlung von Inschriften in etruskischer Sprache, die von dem italienischen Etruskologen Massimo Pallottino 1954 herausgegeben wurde. Das Kompendium umfasst etwa 900 etruskische Inschriften, die aus philologischer und historischer Hinsicht von Bedeutung sind.
Die einzelnen Texte wurden von Pallottino nummeriert und aus der etruskischen Schrift nach etablierten Regeln transkribiert. Unter den Texten befinden sich auch bedeutende Inschriften wie die von den Zagreber Mumienbinden. Den Inschriften sind Anmerkungen in lateinischer Sprache beigefügt, die unter anderem die Herkunft und frühere Veröffentlichung der Texte wie z. B. im Corpus Inscriptionum Etruscarum (CIE) angeben.
Die Verzeichnisse, die 70 Seiten umfassen, klassifizieren die Inschriften in chronologischer Hinsicht, nach Herkunft und Fundtyp wie Keramik, Glyptik, Spiegel und Bestattungsurnen. In den Wortlisten finden sich daneben auch epigraphische und literarische Quellenangaben. Die etruskischen Texte wurden durch Glossare von griechischen und römischen Autoren ergänzt, die auf etruskische Wörter Bezug nehmen.
Eine überarbeitete Ausgabe erschien 1968 und wird mit TLE2 zitiert. Die Erstausgabe wird hingegen mit TLE1 angegeben. In wissenschaftlichen Abhandlungen wird noch heute auf das nicht mehr im Druck befindliche Werk als Quelle verwiesen.

## Ausgaben
- Massimo Pallottino: Testimonia Linguae Etruscae. Biblioteca di studi superiori, Vol. XXIV, La Nuova Italia Editrice, Florenz 1957.
- Massimo Pallottino: Testimonia Linguae Etruscae. 2a ed., La Nuova Italia Editrice, Florenz 1968.